# Glyceria lithuanica
Glyceria lithuanica (Лепешняк литовський) — вид рослин родини тонконогові (Poaceae), поширений у північно-східній Європі й північній Азії.

## Опис
Багаторічна трав'яниста рослина. Присутні столони. Стебла поодинокі, прямостійні, 70–110(150) см завдовжки, 2–4 мм діаметром, 4–6-вузлові. Міжвузля 5–15 см завдовжки. Листові піхви трубчасті для більшої частини їх довжини, гладкі й голі на поверхні. Лігула 2–3 мм завдовжки. Листові пластини 20–30 см × 5–8 мм; поверхня шорстка, груба зверху, гола; верхівка тупа, або різко гостра, або гостра. Суцвіття — відкрита, яйцювата волоть, 15–25 × 7–14 см. Первинні гілки волоті 10–14 см завдовжки, шершаві. Колоски поодинокі. Колоски містять 3–5 родючих квіток; зі зменшеними квіточками на вершині. Колоски довгасті або яйцеподібні; з боків стиснуті; 4–7 мм завдовжки, розпадаються у зрілості під кожною родючою квіточкою. Тичинок 2, пиляки 0.5–0.8 мм. 2n = 20.

## Поширення
Поширений у північно-східній Європі (Фінляндія, Норвегія, Швеція, Польща, Білорусь, Естонія, Латвія, Литва, Росія) та північній Азії (Росія, пн.-сх. Китай, Північна Корея, Японія); за іншими джерелами також Кавказ і Монголія. В Україні вид не зростає.